# Francesco Laurana
Francesco Laurana (Aurana, 1430 – Avignone, 1502) è stato uno scultore, architetto e medaglista italiano.
Ebbe un ruolo di primo piano nella diffusione dell'estetica rinascimentale a Napoli, in Sicilia e in Francia. Non esistono prove di una parentela con Luciano Laurana.

## Biografia

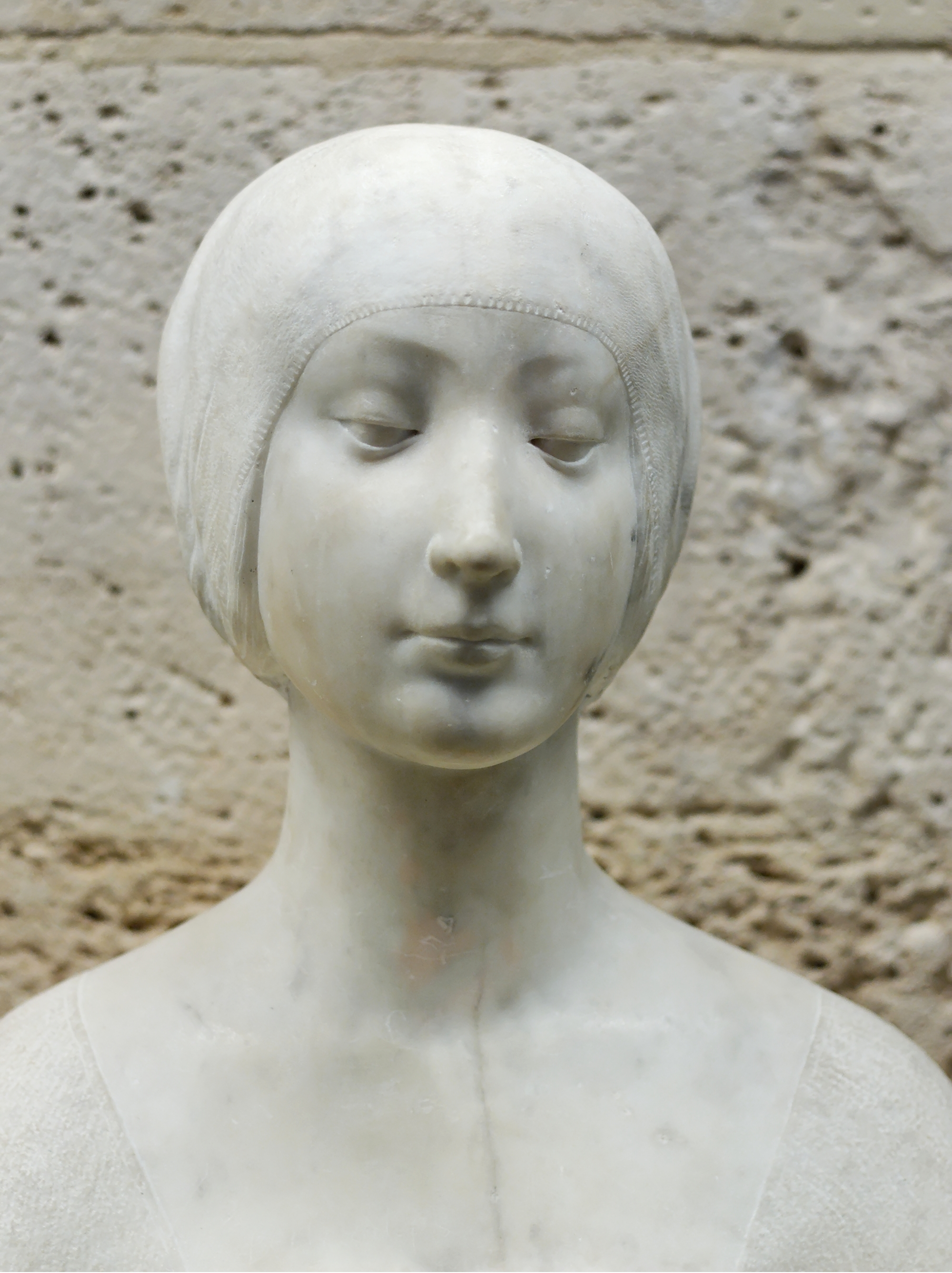
Busto di principessa, Museo del Louvre

Nacque probabilmente a Aurana (o Laurana Arauzona, oggi nel comune di Poschiane) da cui il cognome Laurana, ma nei documenti venne menzionato anche come Francesco "da Zara" o "Atzara", poiché Vrana dista poco da Zara. A quell'epoca parte della Dalmazia era sotto il dominio della Repubblica di Venezia, ma era anche una zona ricca di una sua cultura autonoma, in parte erede dell'antica romanità. Infatti la zona di Vrana, centro formatosi attorno al monastero donato dal re croato Zvonimir al papa Gregorio VII, conservava alcuni resti romani.

### Formazione
Sull'apprendistato di Francesco Laurana le notizie sono scarse e non è stato ricostruito ancora quale contributo possa aver dato alla formazione dell'artista il contesto di origine.
Dopo una possibile formazione iniziale in Dalmazia iniziò probabilmente a lavorare in Italia come scultore itinerante. Sembra probabile una sua permanenza sul cantiere del Tempio Malatestiano con Agostino di Duccio.

### Napoli
Sicuramente nel 1453 fu a Napoli dove risulta documentata la sua presenza sul cantiere dell'arco trionfale insieme ad artisti all'epoca rinomati: Pere Johan, Paolo Romano e Pietro di Martino da Milano che fu probabilmente il suo maestro. Dunque Francesco a quell'epoca era un artista già formato e apprezzato. Di quel periodo è la Testa di Santo (San Lorenzo?) in terracotta conservata al Museo civico Amedeo Lia a La Spezia.
La chiamata a Napoli, fondamentale per la sua carriera, potrebbe essere stato preceduto da una sua notorietà in ambito angioino: infatti la Dalmazia era anche lo sbocco al mare del Regno d'Ungheria, dominato allora dagli Angioini imparentati con quelli di Napoli, che spesso si rivolgevano agli artisti della zona. A Napoli Francesco Laurana dal 1453 al 1458 collaborò alla realizzazione delle sculture per l'Arco trionfale del Castel Nuovo eretto da Alfonso V d'Aragona, all'ingresso di Castel Nuovo; di Laurana è il rilievo dell'Ingresso trionfale di Alfonso a Napoli, che occupa il fregio sul primo attico.

### In Francia
Alla morte del re Alfonso, tra il 1461 e il 1466 venne chiamato in Francia alla corte del re Renato d'Angiò per il quale realizzò diverse medaglie.

### In Sicilia
Intorno al 1467 Laurana arrivò in Sicilia e vi restò fino al 1471.
Secondo alcune fonti fu inizialmente a Sciacca, su invito del conte Carlo De Luna d'Aragona, dove aprì una bottega con lo scultore lombardo Pietro de Bonitate. Laurana e de Bonitate furono costretti ad allontanarsi dalla città a causa di offese e vessazioni subite in un ambiente ostile e difficile.
Sono però controverse le documentazioni e le ipotesi sulla sua presenza a Sciacca, dove forse soggiornò due volte, dopo una presunta seconda permanenza in Francia. A Sciacca rimangono tracce piuttosto limitate nel portale laterale della chiesa di Santa Margherita.
Intorno al 1468 si stabilì a Palermo, dove risulta ancora in società con Pietro de Bonitate, con il quale fu incaricato di realizzare la cappella Mastrantonio nella chiesa di San Francesco d'Assisi che, con il suo arco d'ingresso, rappresentò un momento cruciale nell'introduzione del linguaggio rinascimentale in Sicilia, non solo per la scultura, ma anche per l'architettura.
In questo periodo la sua bottega produce numerose opere, spesso con l'apporto di aiuti, tra cui diverse Madonne col Bambino presenti nella Cattedrale di Palermo (Madonna Libera Inferni), nella chiesa di Santa Maria della Neve a Palermo, la Madonna di Loreto nella Chiesa di San Domenico di Castelvetrano, nella chiesa del Crocifisso a Noto, nel Museo Regionale di Messina e nella chiesa dell'Immacolata di Palazzolo Acreide.

### La serie dei busti
La fama del Laurana è però soprattutto legata alla rarefatta bellezza dei suoi busti femminili, dalle forme estremamente pure e levigate, che ricordano le opere di Piero della Francesca e Antonello da Messina. Tra i più noti il busto di Francesco II del Balzo ad Andria, attualmente al Museo diocesano, il Ritratto di Eleonora d'Aragona (1468), a Palazzo Abatellis a Palermo, il Ritratto di Battista Sforza (1474 circa) al Museo del Bargello di Firenze, il Busto di principessa al Louvre, il Busto di donna (1470-1480 circa) e il Ritratto di Beatrice d'Aragona (1475 circa) nella Frick Collection di New York, il Ritratto di principessa napoletana negli Staatliche Museen di Berlino e il policromo Busto di Isabella d'Aragona (1487 circa) nel Kunsthistorisches Museum di Vienna.
Opere simili sono la piccola Testa di gentildonna, più tarda rispetto al busto di Eleonora, e il Busto di giovanetto sempre a Palazzo Abatellis.

La serie dei busti
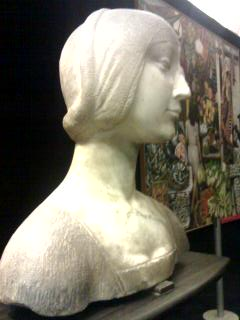
Ritratto di Eleonora d'Aragona, Palazzo Abatellis
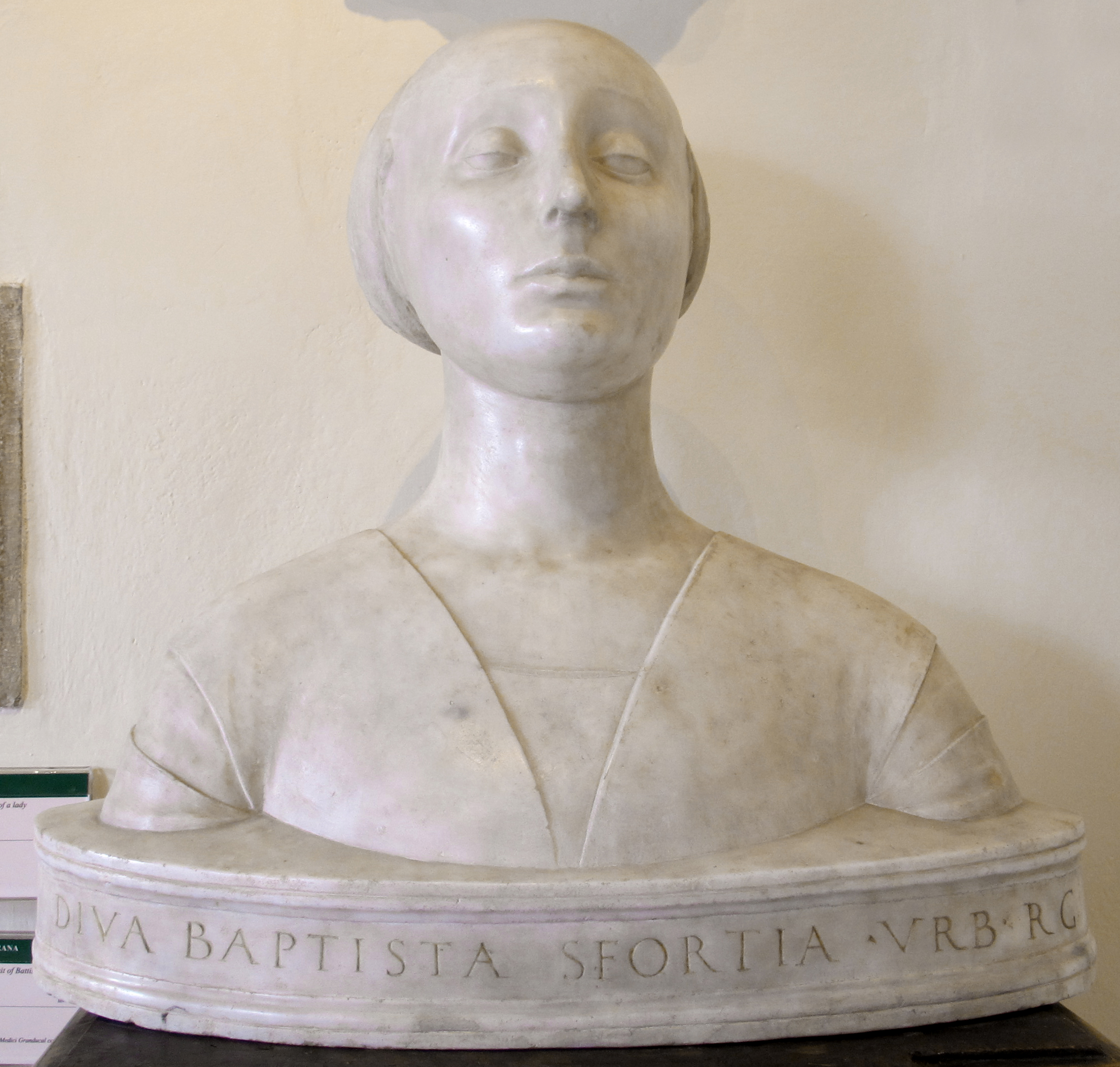
Ritratto di Battista Sforza, Museo del Bargello
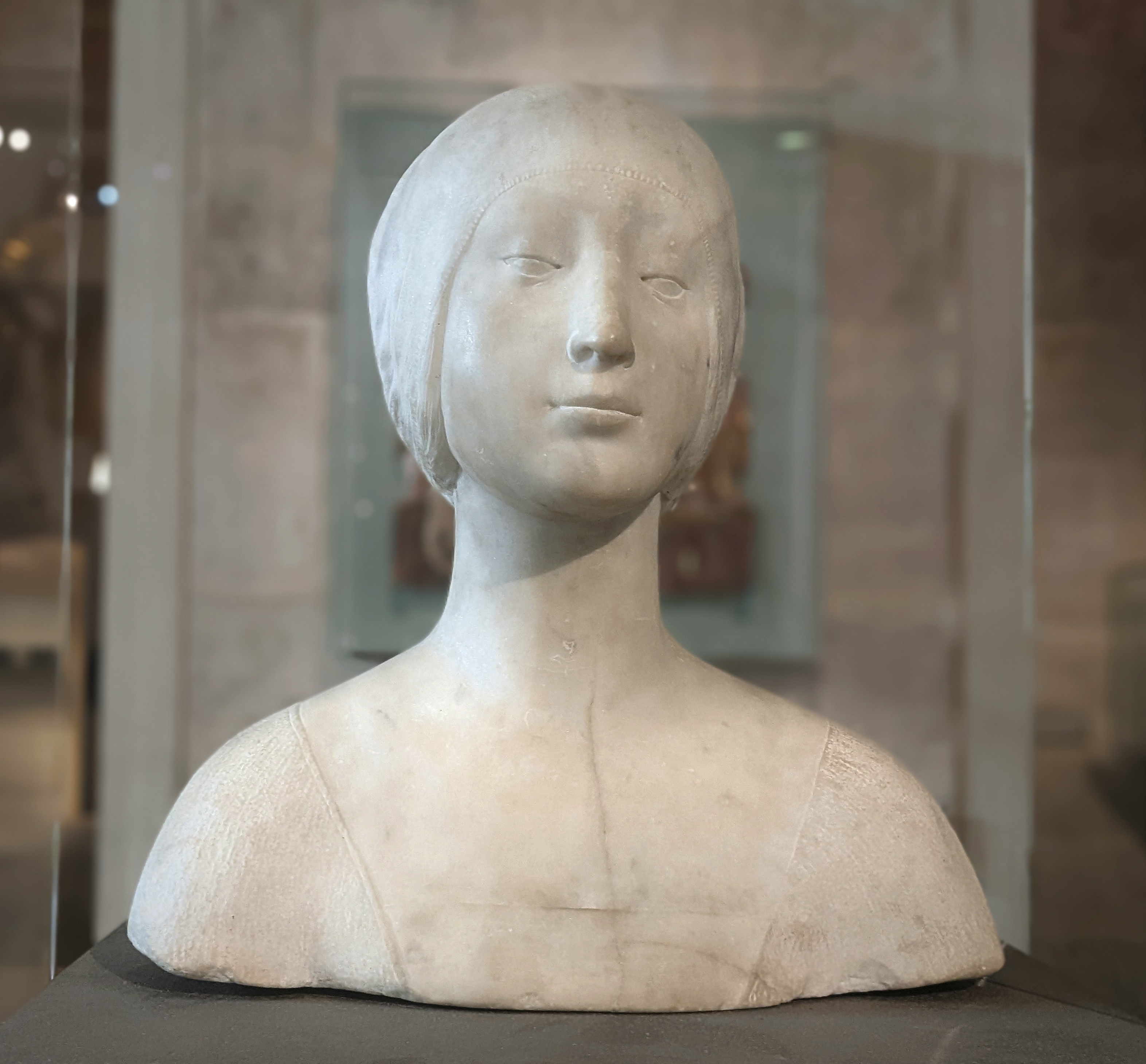
Busto di principessa, Louvre
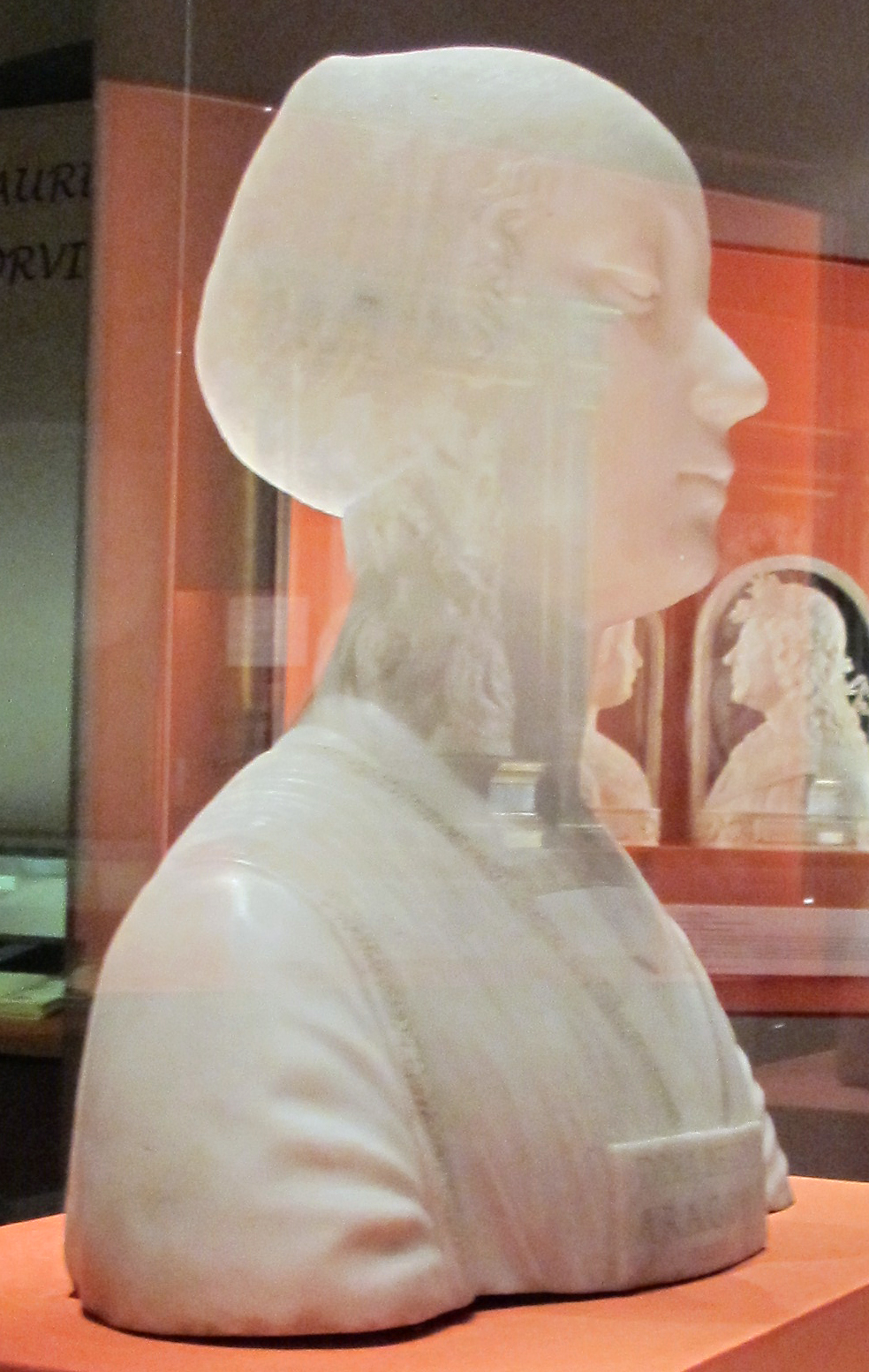
Ritratto di Beatrice d'Aragona, Frick Collection
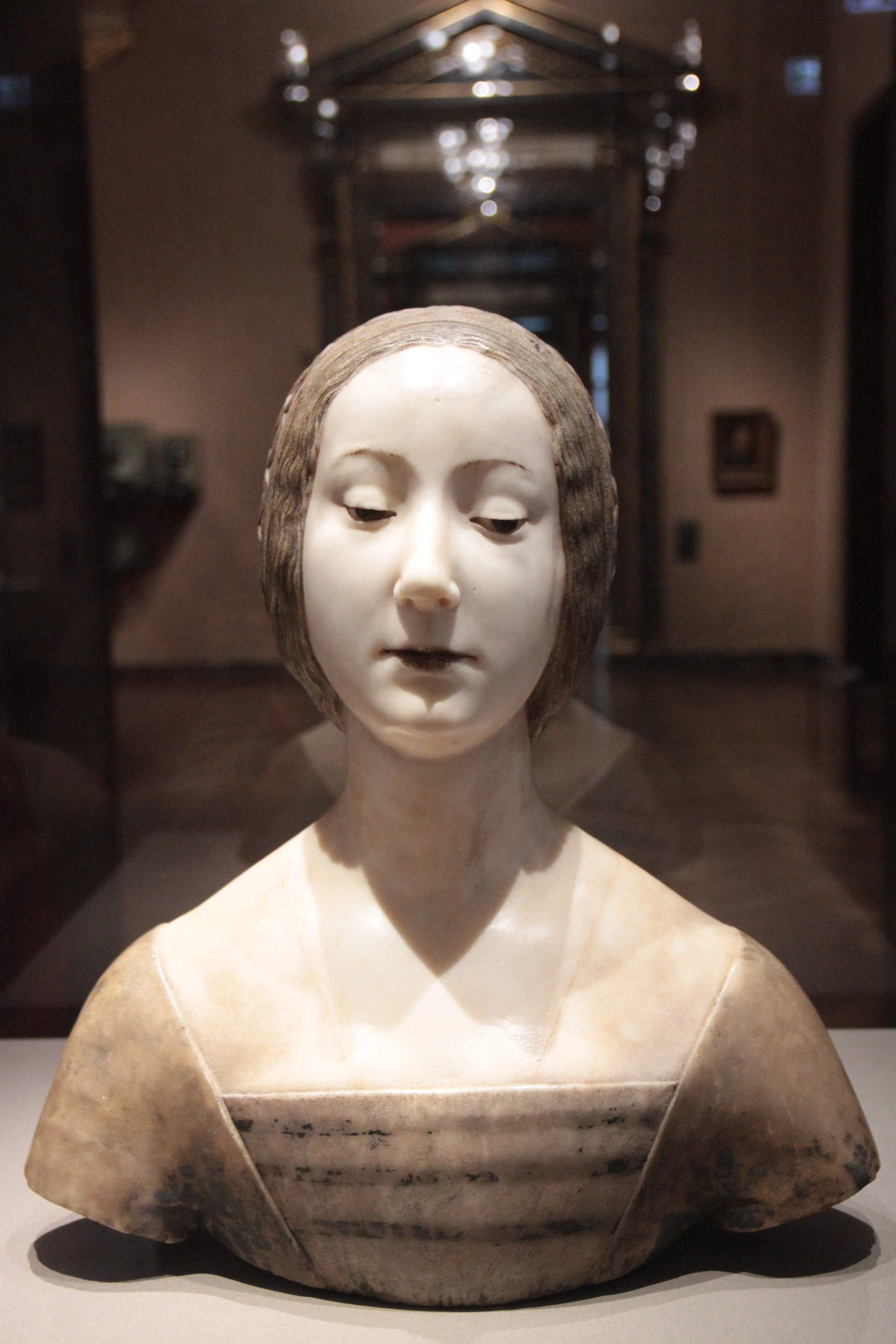
Busto femminile, Kunsthistorisches Museum
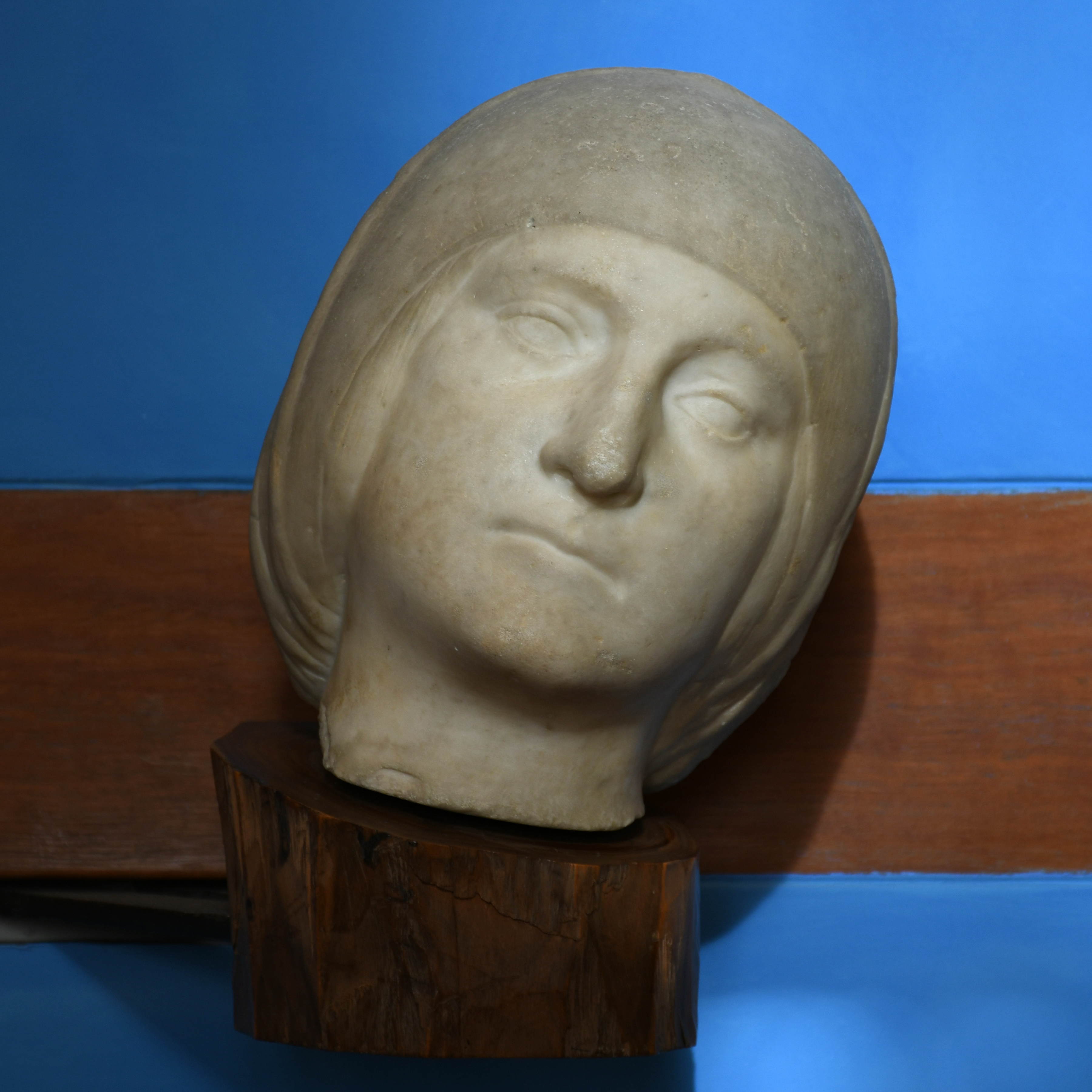
Testa di gentildonna, Palazzo Abatellis
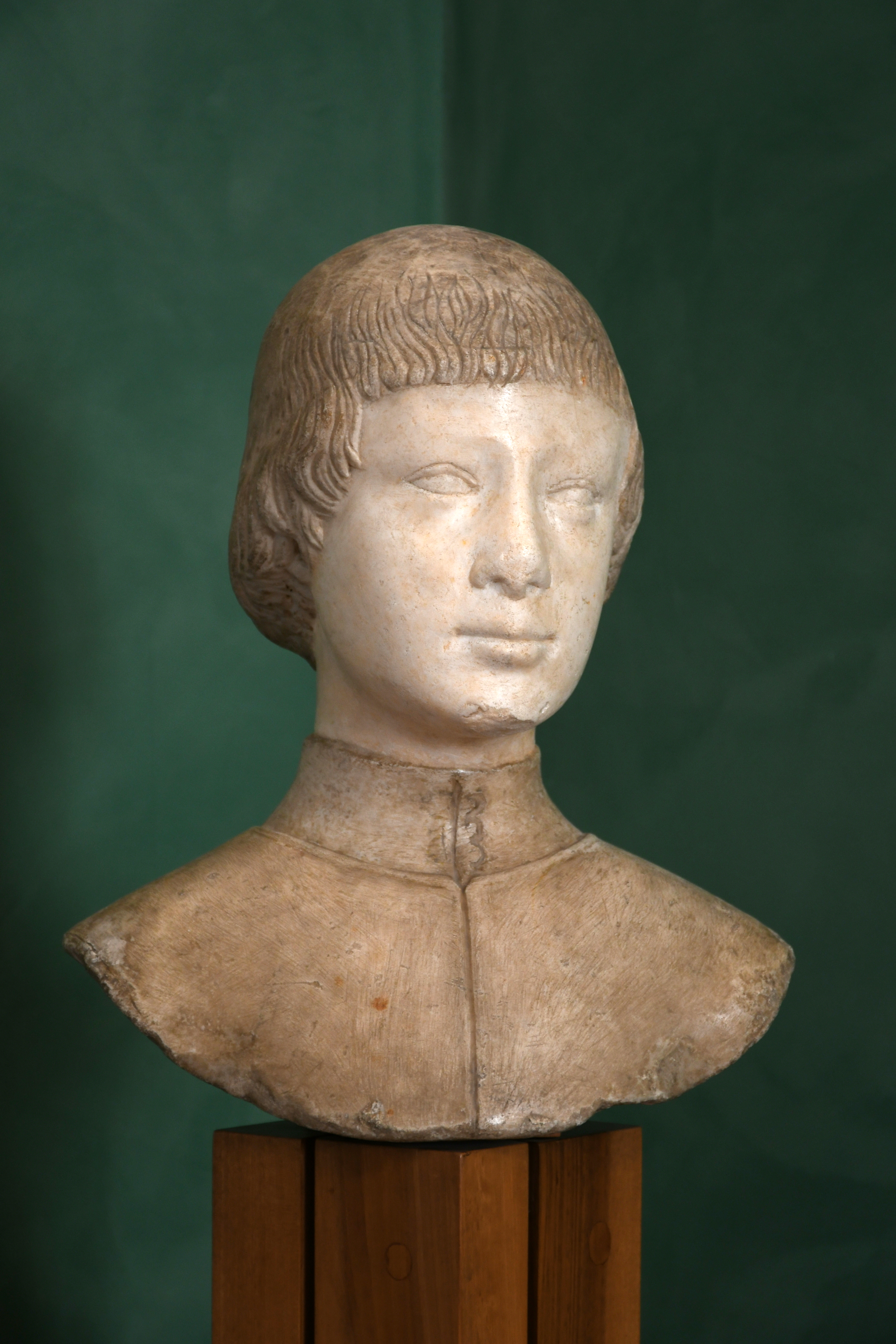
Busto di giovanetto, Palazzo Abatellis

### Gli ultimi anni
Dal 1471 Francesco Laurana era nel frattempo tornato a Napoli, dove risiedette fino al 1477. Tra le opere di questo periodo c'è la Vergine della Cappella di Santa Barbara.
Tornato successivamente in Francia, creò con la sua bottega altare della cappella di San Lazzaro nel Duomo Vecchio di Marsiglia (completato nel 1481), il Retablo della salita al Calvario per la chiesa di Saint-Didier ad Avignone, la tomba di Giovanni Cossa per Sainte-Marthe a Tarascona e il monumento funebre di Charles du Maine a Le Mans.
Morì in Provenza, forse ad Avignone, nel 1502.

## Galleria d'immagini

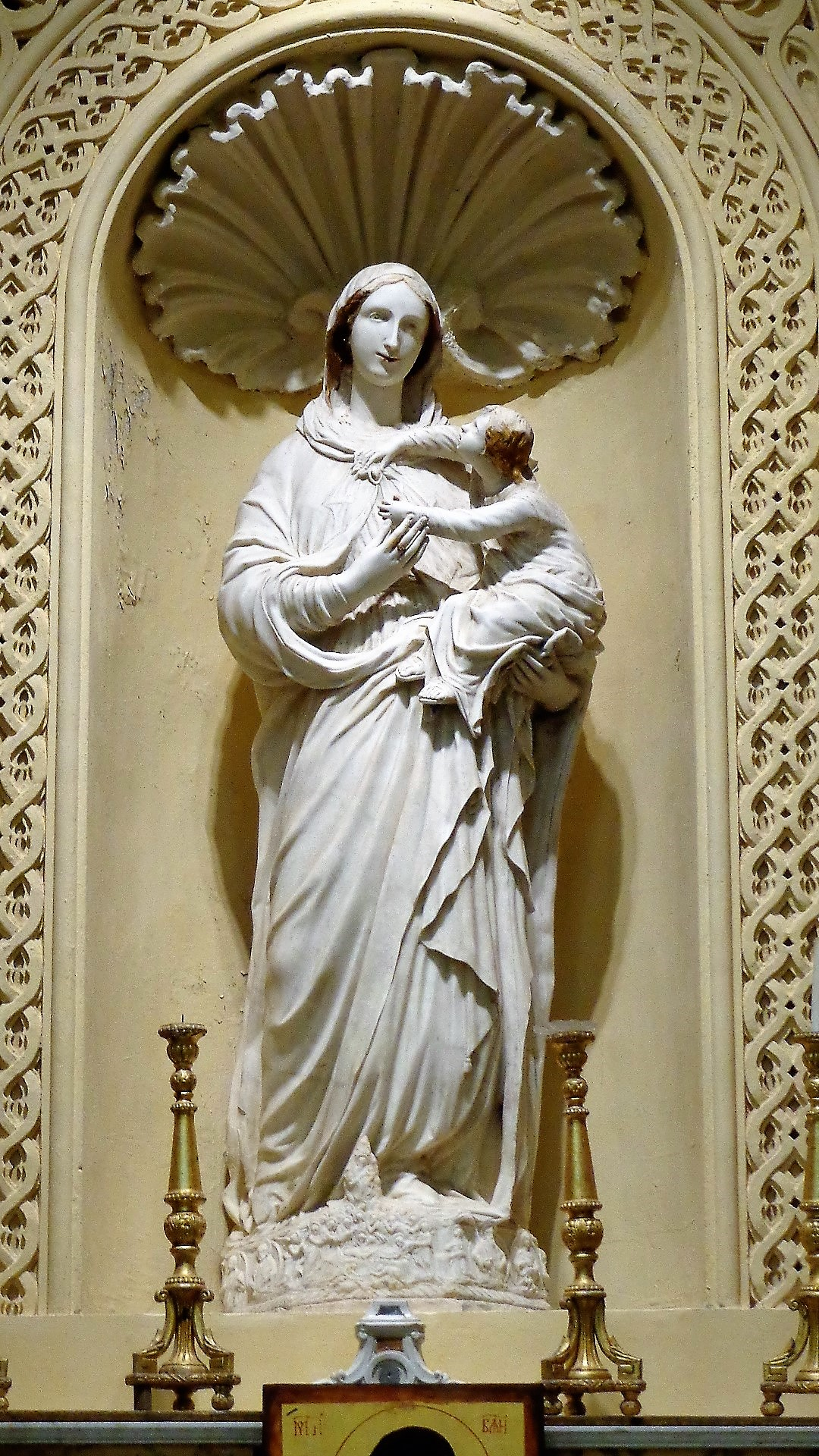
Madonna con Bambino, Duomo di Erice
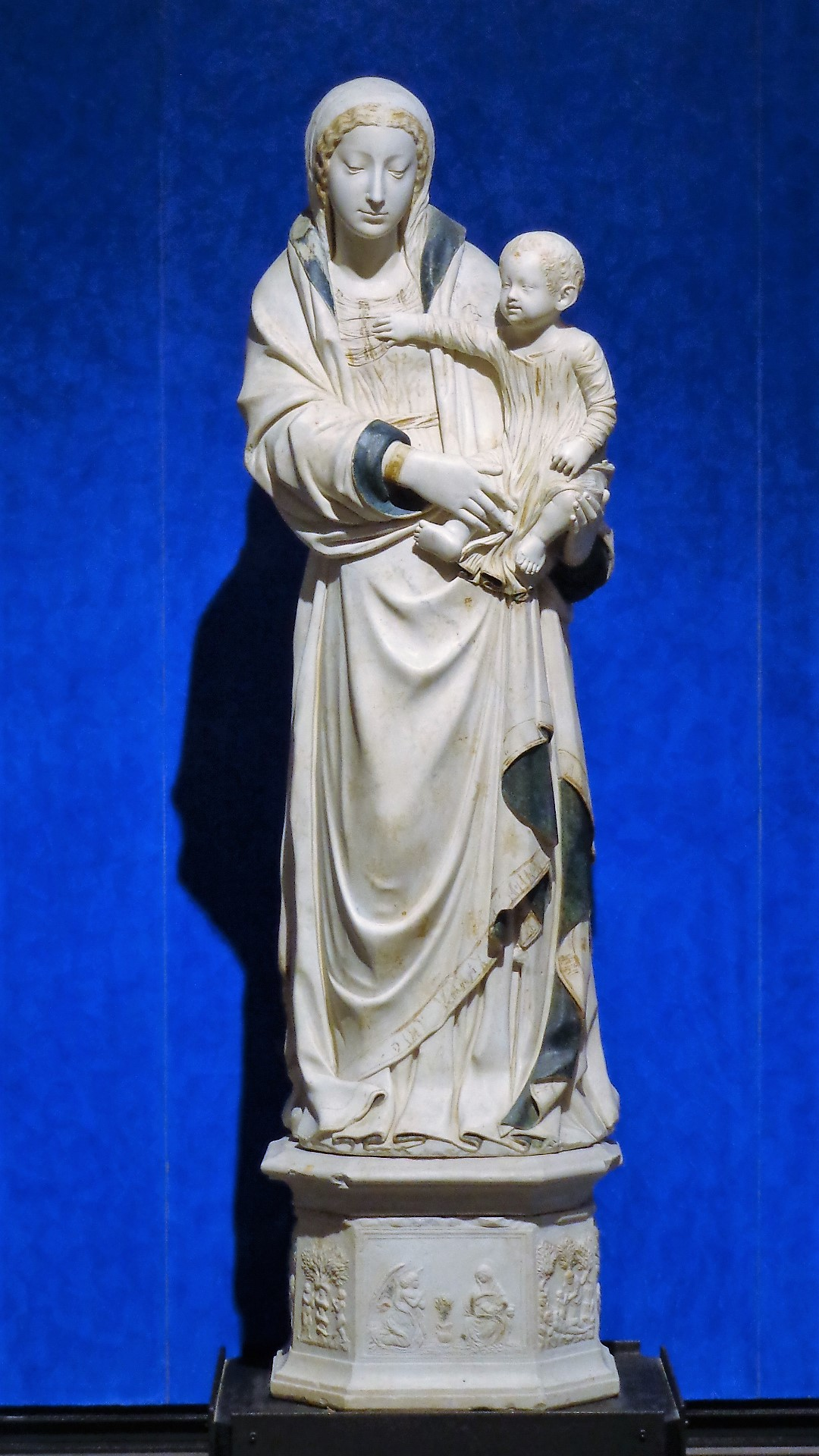
Madonna con Bambino, Museo regionale di Messina
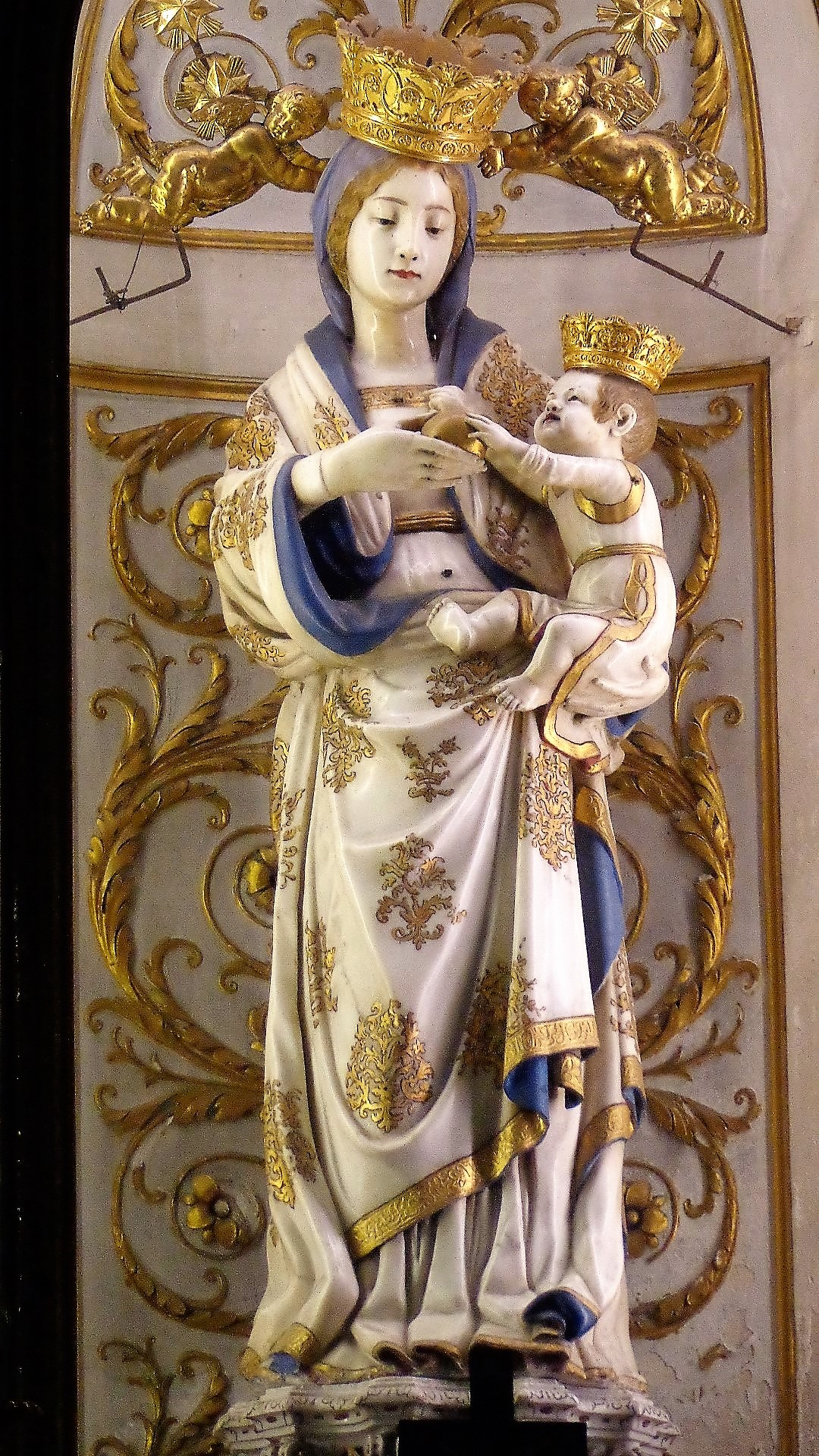
Madonna con Bambino, Duomo di Palermo
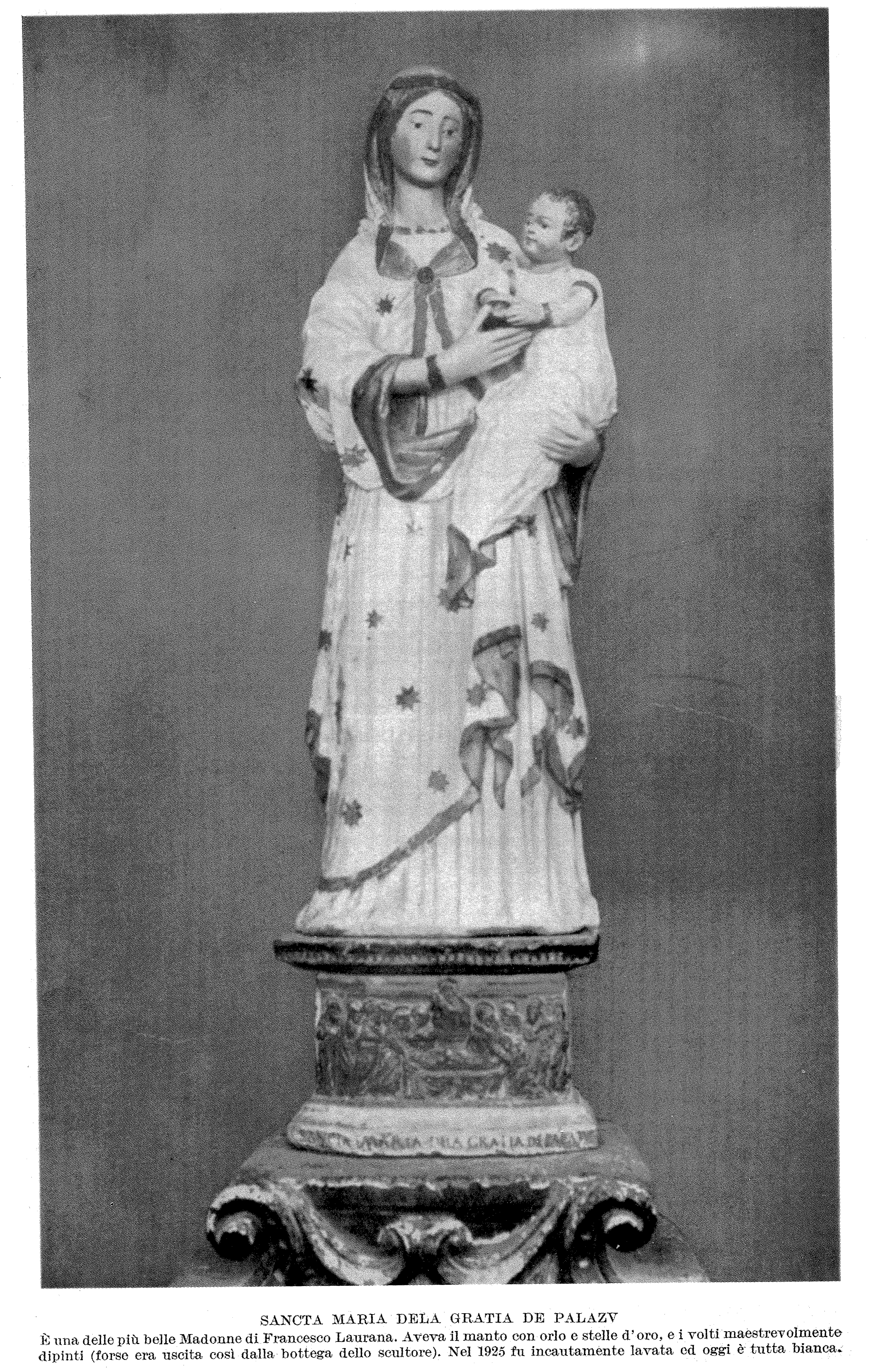
Santa Maria della Grazia, prima del lavaggio dei colori del 1925, Palazzolo Acreide
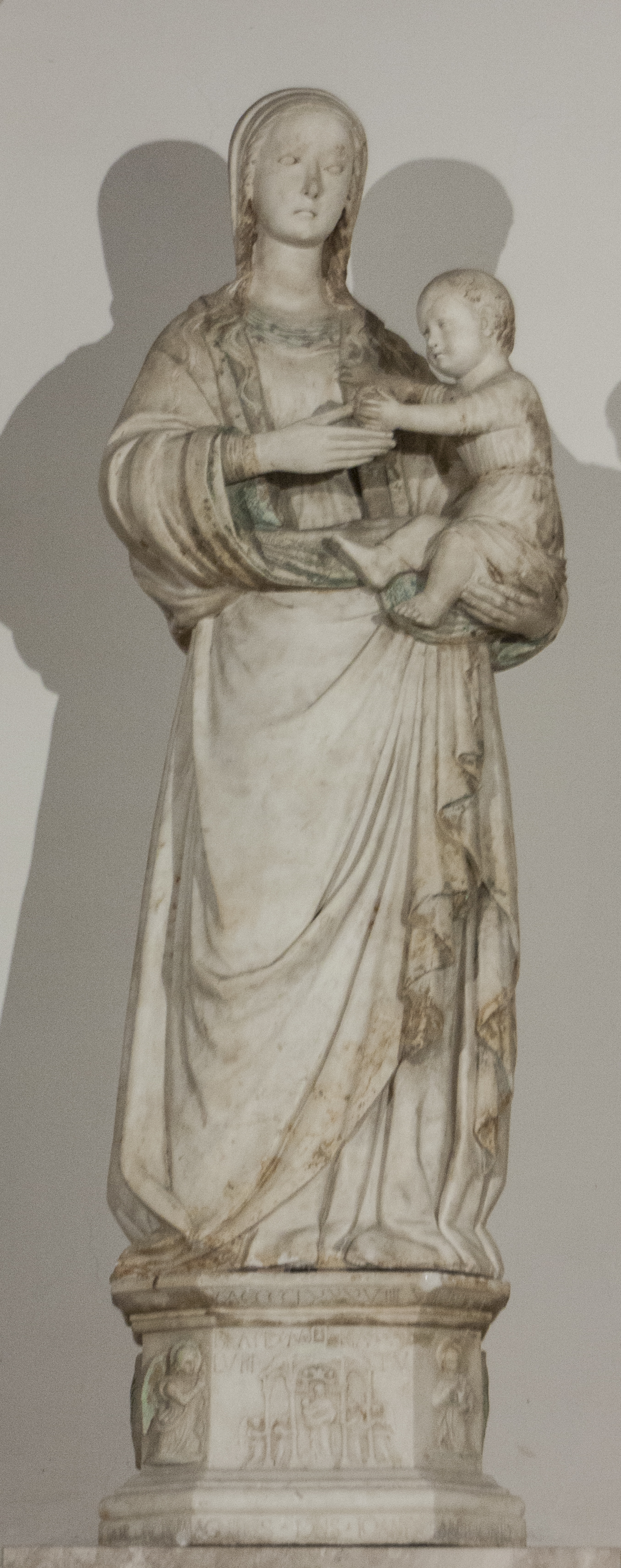
Madonna di Loreto, Chiesa di San Domenico, Castelvetrano
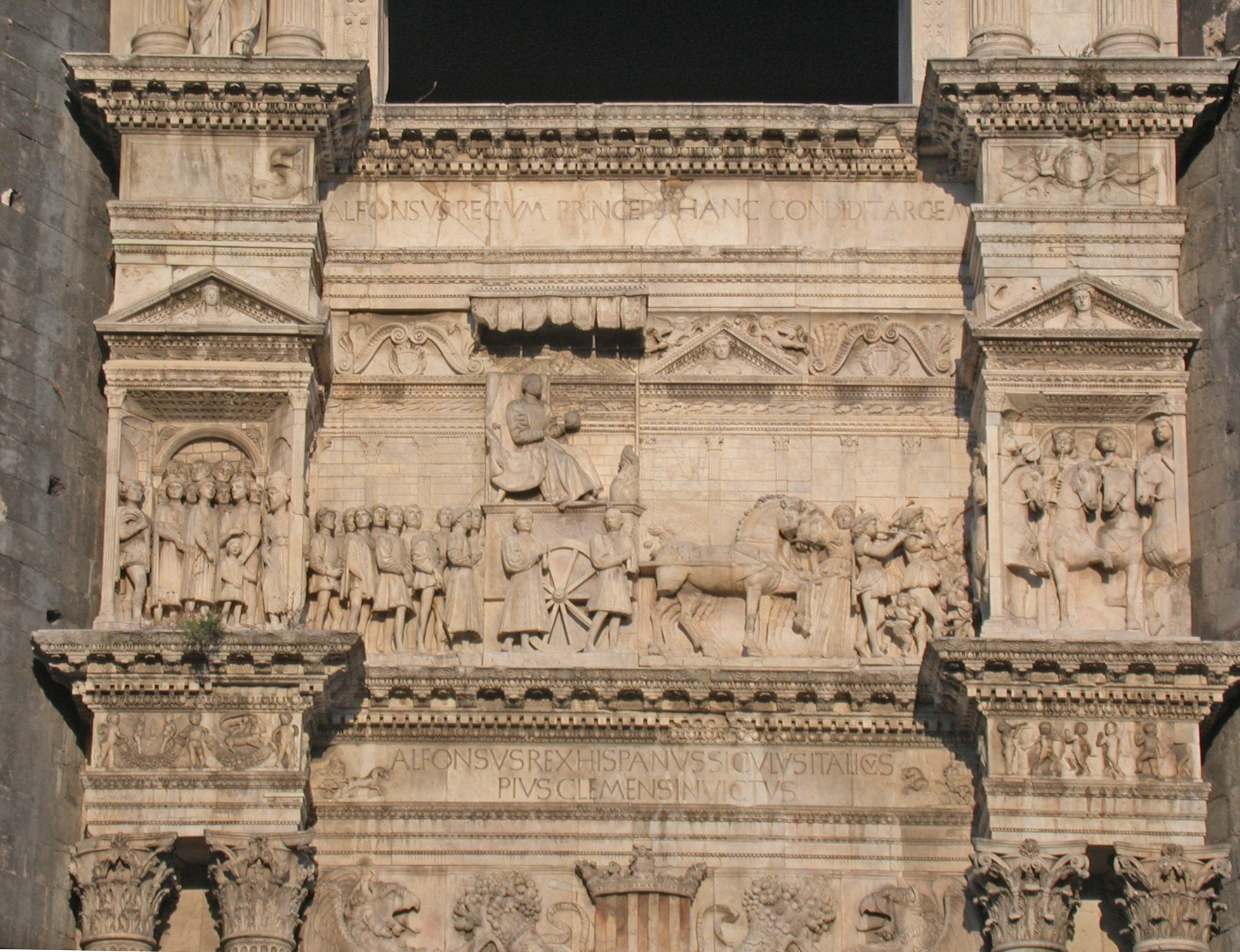
Ingresso trionfale di Alfonso a Napoli, arco di Castel Nuovo, Napoli
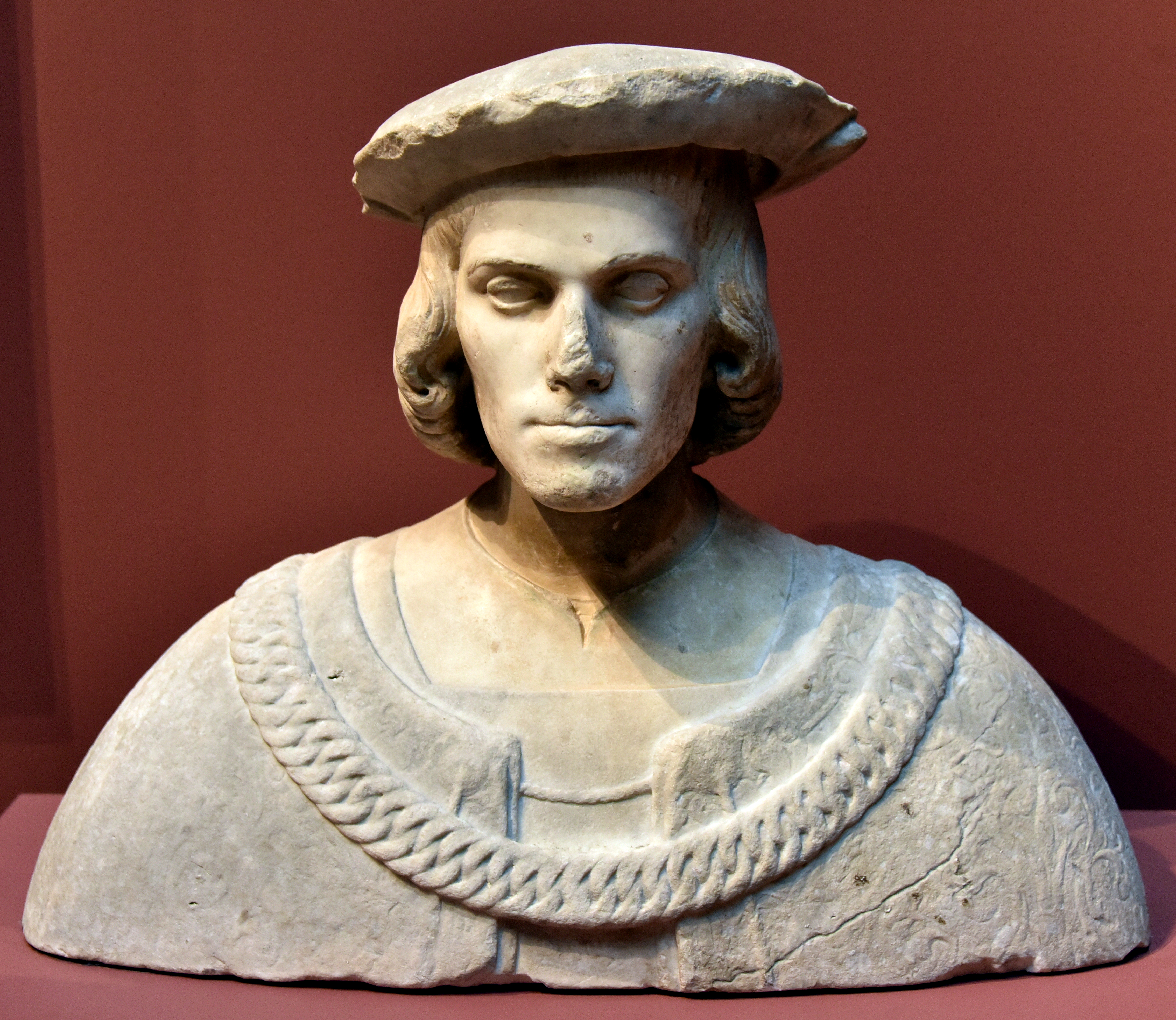
Busto di nobile siciliano, Museo nazionale di Stoccolma
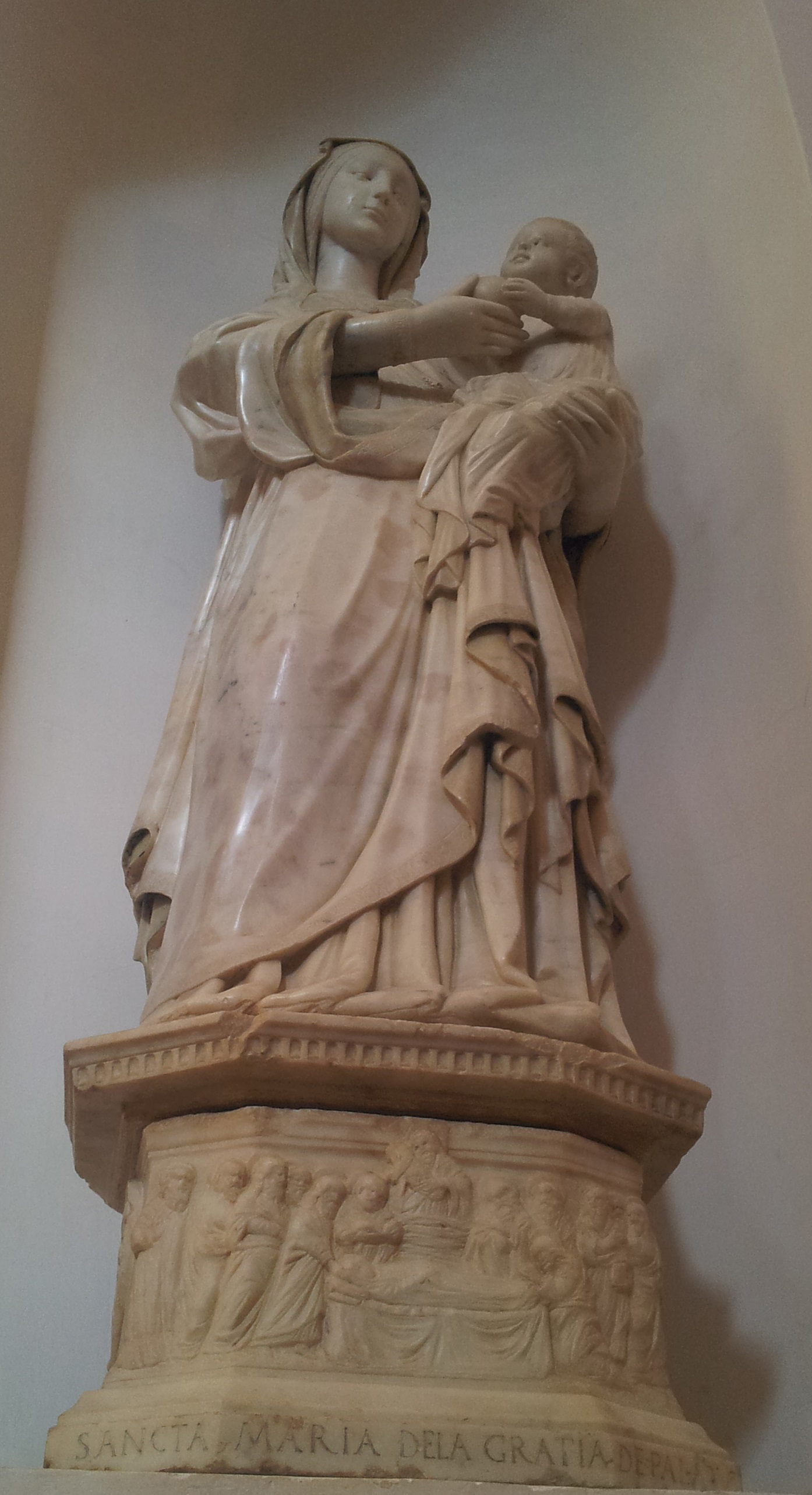
Santa Maria della Grazia, Palazzolo Acreide
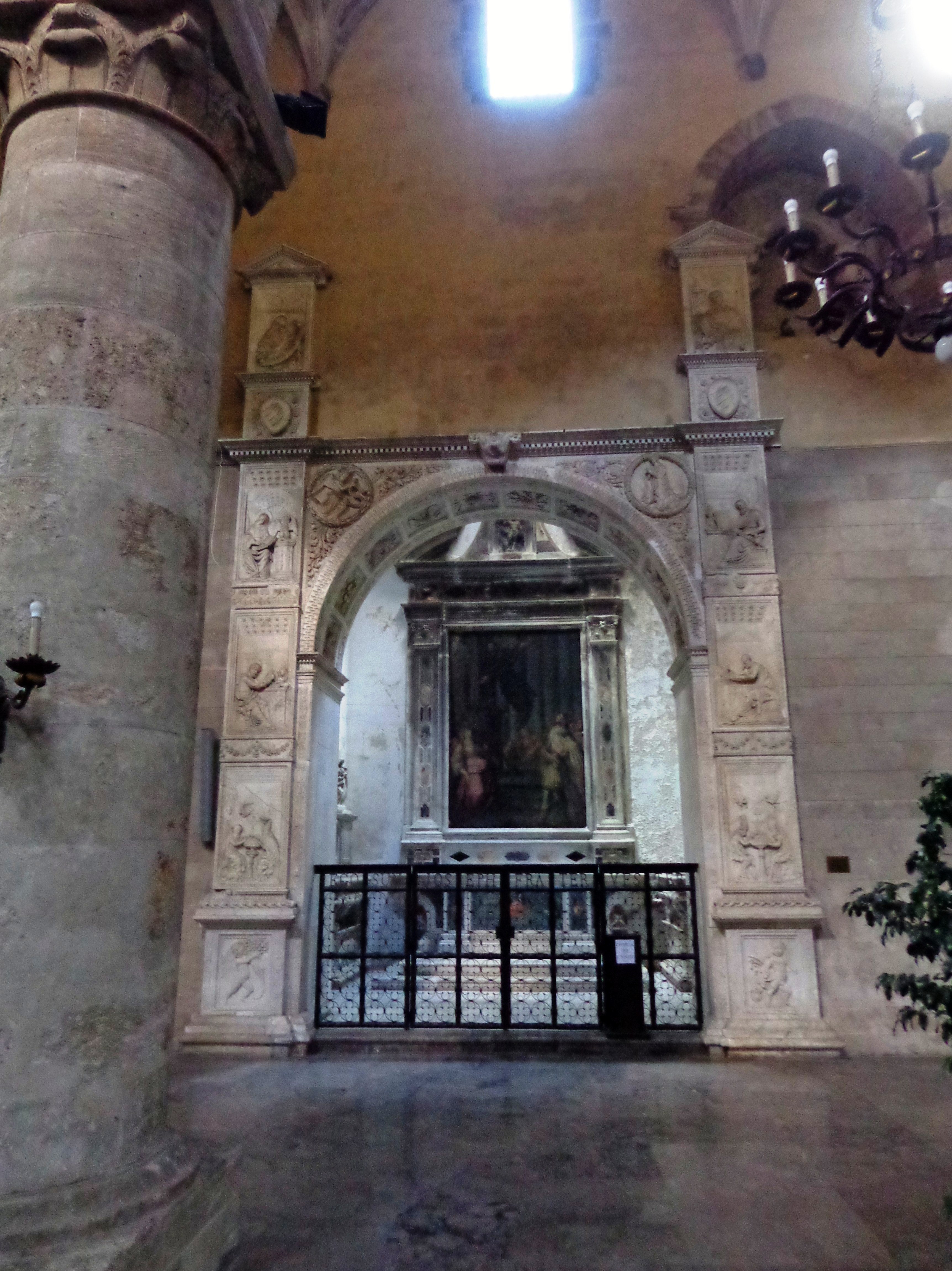
Cappella Mastrantonio, Chiesa di San Francesco d'Assisi
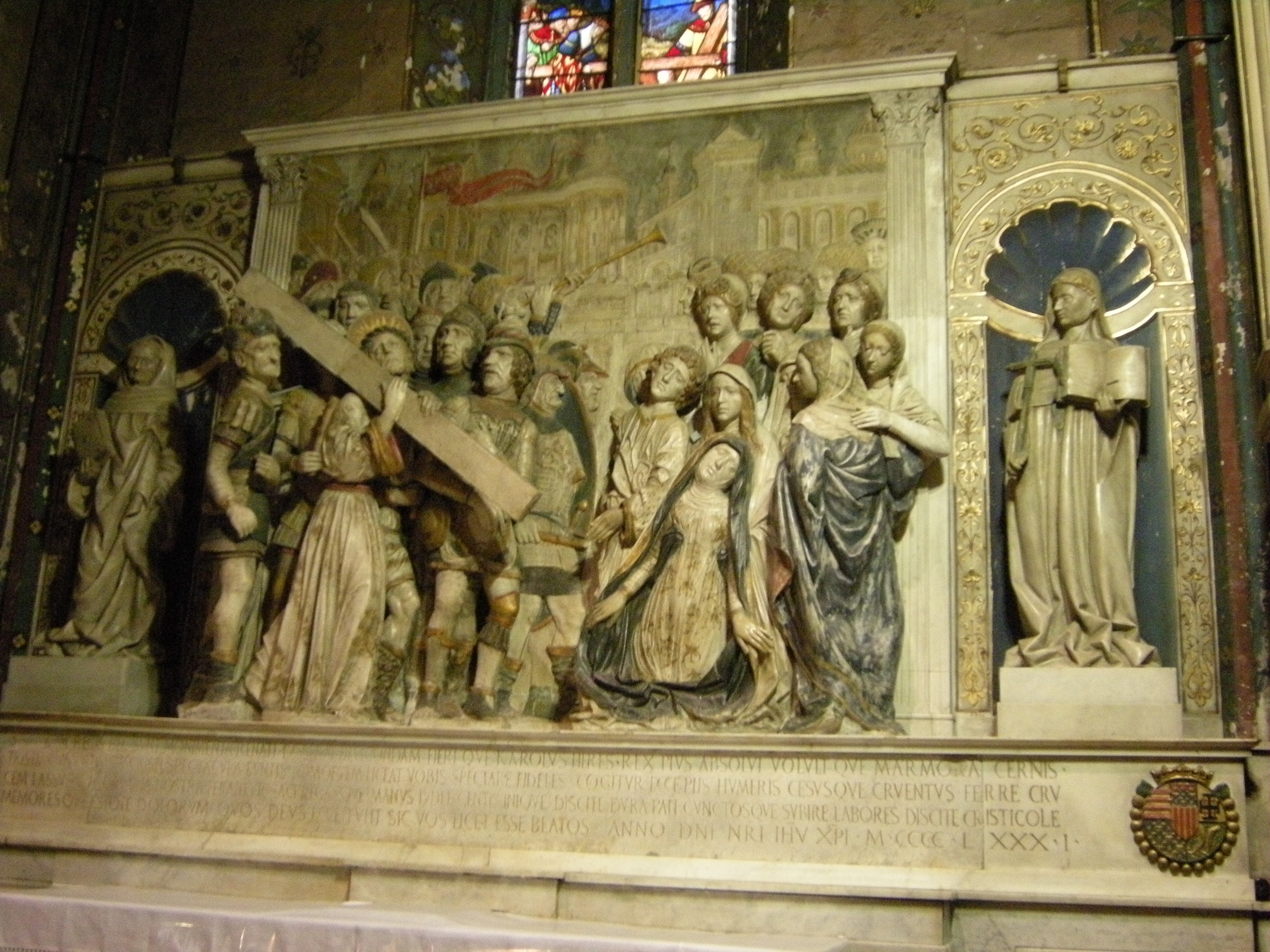
Retablo della salita al Calvario, Avignone
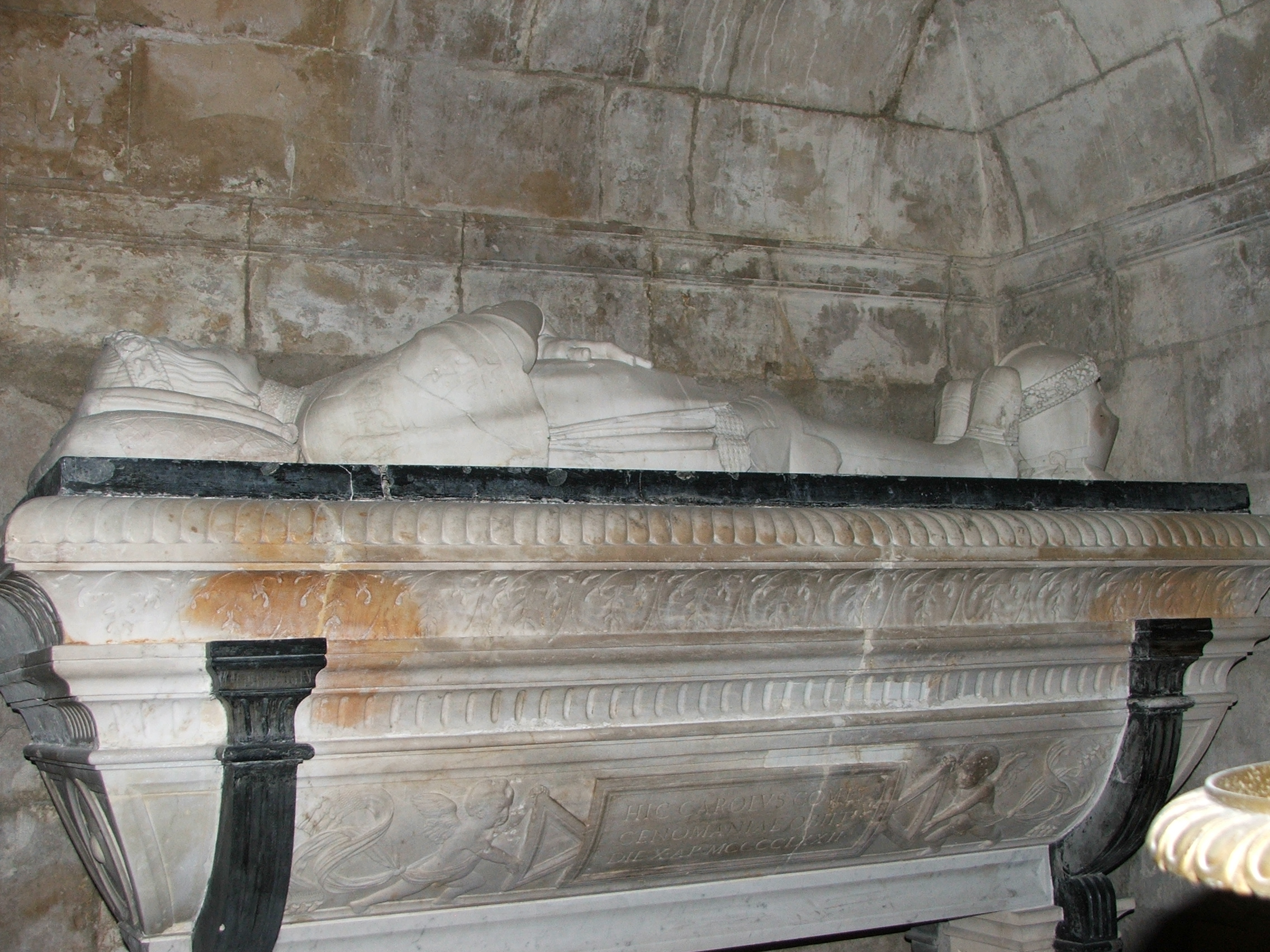
Monumento funebre di Charles du Maine, Le Mans

## Omaggi
- Nel 2002, per il 500º anniversario della morte di Francesco Laurana, la Croazia gli ha dedicato un francobollo su cui compare il busto di Eleonora d'Aragona. Sul francobollo l'artista è chiamato con il nome di Franjo Vranjanin Laurana.[8]